# Guerra libico-egiziana
La guerra libico-egiziana, conosciuta anche come guerra dei quattro giorni (in arabo حرب الأربعة أيام‎?) fu un breve ma intenso conflitto che vide contrapposta la Libia di Muʿammar Gheddafi e l'Egitto di Anwar al-Sadat tra il 21 e il 24 luglio 1977.
Il conflitto prese le mosse dal deterioramento delle relazioni diplomatiche tra i due Stati, sorto dopo la decisione del presidente egiziano Anwar al-Sadat di respingere le richieste di unione tra le due nazioni avanzate dal leader libico Muʿammar Gheddafi e di aprire a trattative per un accordo di pace con Israele dopo la guerra dello Yom Kippur del 1973. Dopo che la Libia ebbe offerto sostegno ai dissidenti che si opponevano a Sadat, ricevendo un'analoga risposta da parte degli egiziani, all'inizio del 1976 Gheddafi ammassò truppe alla frontiera libico-egiziana dando luogo ad alcune scaramucce armate; Sadat rispose ammassando a sua volta considerevoli forze lungo il confine, mentre i generali egiziani stilavano piani per un'invasione della Libia al fine di deporre Gheddafi
Le scaramucce di frontiera si intensificarono il 21 luglio 1977, quando un battaglione corazzato libico lanciò un'incursione contro la città egiziana di Sollum; le forze egiziane respinsero l'incursione e lanciarono a loro volta un contrattacco: appoggiati da incursioni aeree contro le basi dell'aviazione libica, gli egiziani si spinsero per 24 chilometri all'interno della Libia prima di ritirarsi dietro la linea di confine. Nei giorni seguenti si verificarono scambi di colpi di artiglieria attraverso la frontiera, mentre aerei e forze speciali egiziane compivano incursioni contro le basi libiche. Sotto pressione da parte degli Stati Uniti d'America perché cessasse gli attacchi, e con la mediazione del presidente algerino Houari Boumediène e del leader dell'Organizzazione per la Liberazione della Palestina Yasser Arafat, Sadat dichiarò il 24 luglio un immediato cessate il fuoco; scontri sporadici si verificarono nei due giorni seguenti mentre gli egiziani completavano il ritiro delle loro forze dal territorio libico. Le relazioni tra i due Stati rimasero tese a lungo ma, pur senza arrivare alla stipula di un accordo di pace, la tregua resse e le forze militari furono progressivamente ritirate dal confine.

## Contesto
Negli anni 1970 la Libia di Muʿammar Gheddafi promosse una determinata linea di politica estera volta a promuovere l'unità araba, avviando consultazioni con i leader egiziani e siriani per intraprendere passi verso quell'obiettivo. Quando il presidente egiziano Gamal Abd el-Nasser, uno dei principali sostenitori del nazionalismo arabo, morì nel settembre 1970, il suo successore, Anwar al-Sadat, prese il suo posto in queste discussioni. I negoziati culminarono nella creazione della Federazione delle Repubbliche Arabe (FRA) nel 1972, composta da Libia, Egitto e Siria: sebbene la FRA fosse stata istituita con obiettivi di massima circa l'unificazione delle forze armate, delle leggi e delle politiche estere di ciascun paese, furono tuttavia concretamente adottati solo gesti simbolici di unità, come l'istituzione di una bandiera nazionale comune. Nei mesi successivi alla proclamazione della FRA Gheddafi promosse una campagna aggressiva volta all'attuazione immediata dell'unione con l'Egitto, mentre all'opposto l'interesse di Sadat per l'unificazione diminuì costantemente. Sadat sviluppò anche un'antipatia personale per Gheddafi, trovandolo un leader fastidioso e inadatto al ruolo.
Uno dei principali obiettivi di politica estera di Gheddafi, condiviso da molti nel mondo arabo, era l'eliminazione di Israele: il leader libico sperava, in particolare, che il potere combinato delle finanze della Libia, sostenuto da un'economia redditizia basata sul petrolio, e la grande popolazione e forza militare dell'Egitto, potessero essere utilizzati per distruggere Israele. Nell'ottobre 1973 Egitto e Siria, senza consultare la Libia, lanciarono un attacco coordinato contro Israele, dando inizio alla guerra dello Yom Kippur. Dopo che un contrattacco israeliano eliminò i guadagni territoriali ottenuti dagli egiziani nelle prime fasi della guerra, Sadat accettò di aprire negoziati con Israele, cercando di ottenere la restituzione della penisola del Sinai all'Egitto in cambio della garanzia a non impegnarsi in ulteriori attacchi agli israeliani. Gheddafi si infuriò per gli obiettivi limitati della guerra e per il cessate il fuoco, e accusò Sadat di codardia, di aver indebolito la FRA, e di aver tradito la causa araba. Sadat rispose rivelando di essere intervenuto, all'inizio di quell'anno, per impedire alla Libia di affondare una nave passeggeri civile che trasportava turisti ebrei nel Mar Mediterraneo; da allora in poi le relazioni tra Egitto e Libia furono segnate da frequenti scambi di accuse tra i leader di ciascun paese, e ulteriori discussioni riguardanti la ricerca dell'unità furono abbandonate.

## Preludio alla guerra
Innervosito dalla politica di pace di Sadat verso Israele, Gheddafi cercò di aumentare il ruolo della Libia negli affari mediorientali: rafforzato dalle forti entrate petrolifere, iniziò ad acquistare una notevole quantità di armamenti dall'Unione Sovietica, sponsorizzò i gruppi dissidenti egiziani come i Fratelli Musulmani, armò gli insorti egiziani e fece piani per assassinare Sadat. Il presidente egiziano rispose fornendo appoggio alla sovversione in Libia, compresi possibili incoraggiamenti ai complotti volti ad assassinare Gheddafi, e sostenendo gruppi anti-libici nel vicino Ciad; nel febbraio 1974 Sadat, in un incontro con il Segretario di Stato degli Stati Uniti d'America Henry Kissinger, gli chiese incoraggiare Israele ad astenersi dall'attaccare l'Egitto nel caso in cui fosse questo entrato in guerra con la Libia. All'inizio del 1976 Gheddafi schierò truppe libiche lungo il confine egiziano, dando il via a scaramucce con le guardie di confine egiziane; quella stessa estate Sadat decise di intraprendere un'azione militare contro le provocazioni della Libia, spostando due divisioni meccanizzate, per un totale di 25000-35000 soldati, al confine e trasferendo 80 aerei da combattimento nella base aerea di Marsa Matruh, l'aeroporto più occidentale dell'Egitto. Allarmato da questa improvvisa escalation, Gheddafi inviò altri 3000-5000 soldati e 150 carri armati al confine; il 22 luglio Gheddafi ordinò all'Egitto di chiudere il suo consolato a Bengasi. Per un po' la situazione rimase tesa, con l'impressione che l'Egitto avrebbe presto invaso la Libia, ma dopo diverse settimane senza azioni importanti da parte degli egiziani i libici si convinsero che non ci sarebbe stato alcun attacco.
La maggior parte degli osservatori dell'epoca sosteneva che Sadat non ordinò un'invasione perché ciò avrebbe messo a dura prova l'economia vacillante dell'Egitto, e perché l'avrebbe allontanato dall'Unione Sovietica e dagli stati arabi del Golfo Persico, scontenti della sua politica verso Israele e delle aperture verso gli Stati Uniti d'America. Fonti diplomatiche hanno invece ipotizzato che Sadat fosse determinato a occupare la capitale libica, Tripoli, e a deporre Gheddafi; fonti egiziane hanno anche sostenuto che Sadat desiderava dimostrare all'Unione Sovietica che l'Egitto era più forte della Libia, e che il governo sovietico non avrebbe quindi dovuto abbandonare i suoi buoni rapporti con l'Egitto a favore della Libia L'analista dell'intelligence statunitense Kenneth M. Pollack concluse che il motivo per cui l'Egitto non attaccò la Libia all'epoca era perché il suo esercito non era preparato; le forze egiziane non avevano mai tentato prima un'invasione della Libia, e non avevano nel deserto occidentale le infrastrutture e la logistica per supportare una tale operazione. Tuttavia, lo stato maggiore egiziano iniziò a stilare dei piani per un attacco; il ministro della guerra egiziano Abd al-Ghani al-Gamassi dichiarò che l'esercito egiziano si stava preparando al conflitto lungo i confini occidentali del paese, mentre i media egiziani misero in circolazione la voce che Gheddafi stava pianificando di annettere il deserto occidentale con l'aiuto di Cuba.
Gheddafi aumentò la sua pressione politica sull'Egitto, mentre gli egiziani continuavano ad accumulare rifornimenti e a concentrare le forze lungo il confine. Nel maggio 1977 i sovietici rivelarono alla Libia e ad altri paesi arabi che avevano prove che l'Egitto stava pianificando di lanciare un'invasione, ma i libici ignorarono l'avvertimento e lasciarono la maggior parte delle loro unità a bassi livelli di prontezza, nonostante continuassero a impegnarsi in scontri di confine con le forze egiziane. All'inizio dell'estate del 1977 l'Egitto aveva completato i suoi preparativi per la guerra: l'aviazione militare egiziana trasferì i cacciabombardieri Su-20 e Su-7 dello Squadrone n. 55 e gli aerei d'attacco Mirage 5 dello Squadrone n. 69 alla base aerea di Marsa Matruh e alle installazioni vicine in previsione del conflitto Significativi scontri di frontiera si verificarono il 12 e il 16 luglio, e il 19 luglio le forze libiche si impegnarono in un lungo conflitto a fuoco con gli egiziani mentre conducevano un'incursione oltre il confine; il governo egiziano riferì che nove dei suoi soldati erano stati uccisi in questi combattimenti. Gheddafi organizzò un gruppo di civili per marciare dalla Libia al Cairo, la capitale egiziana, per protestare contro la politica di Sadat nei confronti di Israele, nella speranza che sarebbero stati ben accolti dalla popolazione; dopo che le guardie di frontiera egiziane fermarono la manifestazione alla frontiera, Gheddafi ordinò alle sue forze di fare irruzione nella città egiziana di Sollum.

## Forze in campo
All'inizio di luglio 1977, le due divisioni egiziane ammassate al confine libico erano state portate al loro pieno organico di combattimento e si erano trincerate; questo contingente era stato rinforzato da diversi battaglioni di commando e unità di supporto, con una terza divisione che stazionava nelle vicinanze del Cairo e altri commando pronti a rischierarsi in tempi rapidi. Un totale di 40000 soldati egiziani venne schierato lungo il confine durante la guerra. Dopo aver partecipato alla guerra dello Yom Kippur, le forze egiziane avevano accumulato una discreta esperienza di combattimento, mantenevano alti livelli di professionalità ed erano guidate da un gruppo di esperti generali; tuttavia il morale tra i reparti era ambivalente, con molti soldati che mostravano riserve circa il combattere una nazione araba per quella che sembrava essere una disputa relativa alla pace con Israele, un ex nemico. Secondo il maggiore dell'aviazione egiziana Ahmed Abbas, tuttavia, «tutti i problemi circa il morale vennero risolti non appena venimmo informati che i libici avevano violato il nostro spazio aereo e l'integrità della nostra nazione, uccidendo alcune delle nostre guardie di frontiera». Le forze egiziane dovevano inoltre lottare con una certa mancanza di personale addestrato per mantenere efficiente il loro equipaggiamento militare.
Le forze libiche erano invece in una posizione di forte svantaggio. L'intero Esercito libico consisteva di appena 32000 uomini e, di questi, solo 5000 erano stati schierati per combattere l'Egitto lungo il confine, radunati in tre formazioni delle dimensioni di una brigata; la Libia aveva anche una carenza di personale addestrato: nel 1977 l'esercito aveva solo circa 200-300 equipaggi di carri armati addestrati e al massimo 150 piloti d'aereo qualificati al combattimento. La manutenzione dell'equipaggiamento era a livelli minimi, e le unità riuscivano tipicamente a mantenere operativo solo il 50% o meno dei loro mezzi. L'Aviazione militare libica, guidata dal colonnello Mahdi Saleh al-Firjani, possedeva più di 100 aerei da caccia Mirage e altrettanti MiG-23, ma vari problemi tecnici costringevano a tenere a terra i secondi. Gheddafi aveva inoltre imposto una politicizzazione delle forze armate, rimescolando frequentemente i comandanti e facendo nomine basate sulla lealtà personale; l'esercito, quindi, mancava di professionalità. Il morale dei libici era tuttavia alto, poiché credevano di trovarsi di fronte a un nemico che aveva tradito il mondo arabo cercando la pace con Israele.

## La guerra

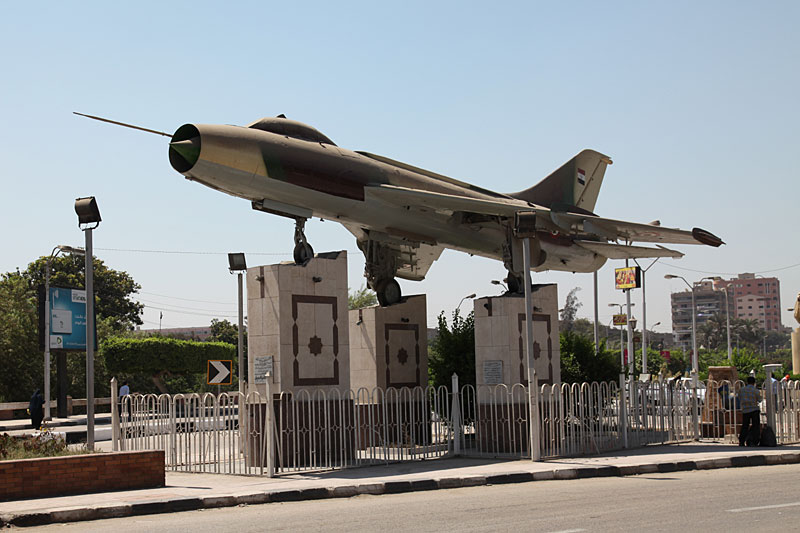
Un cacciabombardiere Su-7 egiziano, qui esposto come Gate guardian a Beni Suef

Il 21 luglio 1977 il 9º Battaglione corazzato libico lanciò un raid su Sollum: l'unità fu colta in un'imboscata nella città e sottoposta a un contrattacco ben pianificato da almeno una divisione meccanizzata egiziana, che inflisse un 50% di perdite ai libici prima che questi riuscissero a ritirarsi. Le truppe libiche richiesero supporto aereo e alcuni Mirage dello Squadrone n. 1002 bombardarono Sollum e gli insediamenti vicini, causando danni minimi; gli egiziani rivendicarono l'abbattimento di due dei caccia libici con il fuoco antiaereo, distruggendone uno con un missile MANPADS tipo Strela-2. Diverse ore dopo gli egiziani avviarono una grande controffensiva: quattro Mirage egiziani e otto Su-7, guidati dal colonnello Adil Nassr e coperti da quattro caccia MiG-21, decollarono da Marsa Matruh e attaccarono la Base aerea Gamal Abd el-Nasser vicino el-Adem nella Libia orientale, che fungeva da principale base aerea per gli intercettori dell'Aeronautica libica. I libici furono colti di sorpresa, con molti dei loro Mirage e MiG parcheggiati a terra in posizione esposta nella base: fonti occidentali riferirono che il raid aereo ebbe scarso effetto, e secondo Pollack gli attacchi egiziani causarono pochi danni agli aerei libici, sebbene riuscirono a colpire alcuni impianti radar; gli egiziani affermarono invece di aver danneggiato sette aerei, e secondo gli storici militari Tom Cooper e Albert Grandolini i piloti libici riferirono che il raid fu «altamente efficace». Un Su-7 egiziano fu abbattuto e il suo pilota fu catturato, venendo poi presentato come prigioniero alla televisione libica. Contemporaneamente, altri jet egiziani attaccarono le stazioni radar di Bardia e Giarabub.
Una consistente forza meccanizzata egiziana, probabilmente grande quanto due divisioni, avanzò in Libia lungo la costa verso la città di Musaid; a parte impegnarsi in alcuni scontri di carri armati, i libici si ritirarono di fronte all'incursione. Dopo essere avanzati di 24 chilometri in Libia, gli egiziani si ritirarono oltre il confine; nello scontro i libici persero un totale di 60 carri armati e veicoli corazzati per il trasporto truppe.

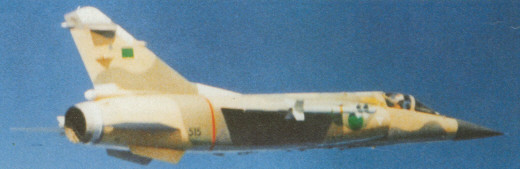
Un caccia Mirage F-1 con le insegne dell'Aviazione libica in volo nel 1981

Nei due giorni successivi i libici e gli egiziani si scambiarono un pesante fuoco di artiglieria lungo il confine, ma con effetti minimi. Le forze egiziane si radunarono a Sollum, e furono oggetto di 16 incursioni a bassa quota da parte dell'Aviazione libica la mattina del 22 luglio; gli egiziani affermarono di aver abbattuto due jet da combattimento ma i libici attribuirono queste perdite a incidenti, sostenendo che uno dei loro aerei si era schiantato durante una missione di ricognizione e che un altro era stato distrutto dal loro stesso fuoco antiaereo. Durante questo periodo l'Aeronautica militare egiziana fece incursioni su diverse città e installazioni militari libiche, tra cui la base aerea di Kufra; gli egiziani inviarono anche tre squadroni di MiG e Su-20 ad attaccare nuovamente la base aerea Gamal Abd el-Nasser a el-Adem: gli aerei libici erano ancora parcheggiati a terra in posizione esposta, ma gli egiziani causarono loro solo lievi danni colpendo alcuni radar ed edifici. Tuttavia, l'Aviazione libica cessò di operare dall'installazione per il resto della giornata. I jet egiziani diedero anche dimostrazioni della loro superiorità aerea effettuando passaggi a bassa quota sui villaggi libici: sebbene gli aerei non facessero fuoco sui villaggi, questi passaggi provocarono la fuga di migliaia di civili libici verso Bengasi. Con la base aerea di el-Adem temporaneamente inoperativa, dodici battaglioni di commando egiziani trasportati da elicotteri lanciarono attacchi contro i radar libici, le installazioni militari e i campi degli insorti egiziani anti-governativi situati lungo il confine, così come nell'oasi di Kufra, nell'oasi di Giarabub, a el-Adem e a Tobruch La mattina del 23 luglio l'Aviazione libica rispose lanciando attacchi contro l'Egitto: i Mirage libici volarono bassi sul Mar Mediterraneo prima di virare a sud per assaltare la base aerea di Marsa Matruh e altre installazioni; i caccia erano accompagnati da elicotteri Mil Mi-8 equipaggiati per la guerra elettronica. Sebbene gli elicotteri riuscissero a interrompere le comunicazioni del comando della difesa aerea egiziana, i MiG-21 egiziani effettuarono pattugliamenti pressoché costanti per mitigare l'efficacia delle incursioni libiche; l'Egitto affermò di aver distrutto quattro Mirage libici nel corso di questa incursione.
Il 24 luglio la Libia ordinò la mobilitazione dei suoi riservisti. Nel frattempo, gli egiziani avviarono un grande assalto alla base aerea di el-Adem, dove i libici non avevano ancora spostato i loro aerei al riparo: i jet egiziani attaccarono in tandem con i commando sugli elicotteri, riuscendo a demolire diversi sistemi radar di allerta precoce, danneggiare alcuni siti missilistici terra-aria, creare crateri nella pista di atterraggio e distruggere alcuni veicoli blindati e 6-12 caccia Mirage. Il fuoco antiaereo libico abbatté due Su-20 egiziani. Gli attacchi dei commando ai depositi logistici libici ad el-Adem e Giarabub causarono danni significativi, mentre invece un raid dei jet egiziani sulla base aerea di Kufra ebbe scarso effetto. Verso la fine della giornata, mentre i combattimenti erano ancora in corso a Giarabub, Sadat dichiarò un cessate il fuoco. Azioni minori si verificarono nei due giorni successivi mentre le forze egiziane si ritiravano dietro il loro confine.
Nel corso della guerra i libici persero 30 carri armati e 40 veicoli corazzati per il trasporto di truppe, oltre a riportare 400 vittime tra i ranghi; dodici soldati libici furono presi prigionieri dagli egiziani. Secondo Pollack, l'Aviazione libica perse perse tra i 10 e i 20 Mirage, mentre per Cooper e Grandolini i libici persero sei Mirage e fino a 20 aerei d'addestramento Soko G-2 Galeb e Soko J-21 Jastreb. La maggior parte delle installazioni militari libiche a est di Tobruch furono danneggiate in varia misura. Gli egiziani subirono, al massimo, la perdita di quattro aerei e 100 vittime, oltre a un certo numero di soldati presi prigionieri. Secondo i diplomatici arabi, tre tecnici militari sovietici che stavano aiutando i libici a far funzionare i loro radar furono uccisi incidentalmente negli attacchi aerei, sebbene non stessero partecipando al conflitto. Mentre erano in corso i combattimenti, un portavoce militare egiziano dichiarò alla stampa che «le nostre forze sono state attente a non danneggiare i civili libici». Secondo la giornalista Mayada El Gohary, nessun civile libico venne ucciso durante la guerra.

## Conseguenze

### La tregua
Sia la Libia che l'Egitto descrissero l'esito della guerra come una propria vittoria. Non venne mai stipulato un formale accordo di pace, ma le due parti cessarono le operazioni di combattimento e mantenuto una tregua. Le tensioni rimasero comunque alte, con Sadat e Gheddafi che si scambiavano insulti nei giorni successivi al conflitto. Il ministro degli Esteri libico Abdel Moneim al-Houni scrisse una lettera al Consiglio di sicurezza delle Nazioni Unite sostenendo che gli egiziani avevano distrutto scuole e ospedali, causato danni significativi a cinque città e inflitto «una grande perdita di vite umane tra civili innocenti»; il Consiglio di sicurezza tuttavia rifiutò di discutere della questione. Il governo libico accusò anche gli Stati Uniti di condividere informazioni di intelligence con l'Egitto. Il 24 agosto Egitto e Libia si scambiarono i prigionieri catturati durante il conflitto. Grandi concentrazioni di truppe rimasero schierate lungo il confine nell'immediato dopoguerra, ma furono poi progressivamente ritirate poiché la mancanza di infrastrutture nell'area rendeva difficili gli schieramenti a lungo termine di forze militari significative.
Durante la guerra i media internazionali furono esclusi dalla zona di combattimento, rendendo difficile la conferma indipendente dei dettagli del conflitto. Gli osservatori furono sorpresi dall'improvvisa dichiarazione di cessate il fuoco da parte di Sadat, poiché i funzionari egiziani avevano detto ai diplomatici che il presidente egiziano intendeva invadere la Libia e deporre Gheddafi. Nel corso della guerra, il leader dell'Organizzazione per la Liberazione della Palestina Yasser Arafat volò tra Tripoli e il Cairo nel tentativo di mediare una risoluzione del conflitto.; due ufficiali libici accompagnarono Arafat in Egitto per tentare di raggiungere una soluzione diplomatica. Poco prima della fine dei combattimenti, anche il presidente dell'Algeria Houari Boumediène intervenne per mediare, e il governo del Kuwait annunciò che avrebbe prestato assistenza. Diverse fonti diplomatiche riferirono che il governo degli Stati Uniti aveva incoraggiato Sadat a porre fine al conflitto: tenendo conto dei fallimenti egiziani durante la guerra dello Yom Kippur e della mancanza di infrastrutture nel deserto occidentale, i funzionari statunitensi ritenevano che gli egiziani non avrebbero potuto sostenere un'invasione della Libia e sarebbero stati quindi costretti a un'umiliante ritirata; gli statunitensi credevano che ciò avrebbe danneggiato la reputazione di Sadat, minando così la sua influenza politica o addirittura portando alla sua caduta. Poiché gli Stati Uniti ritenevano Sadat di fondamentale importanza per l'Egitto nel raggiungimento della pace con Israele, suo alleato, lo spinsero quindi a porre fine ai combattimenti; vi era anche il timore che i sovietici sarebbero intervenuti a favore della Libia.

### Effetti della guerra
Secondo la rivista The New Arab, la "guerra dei quattro giorni" diede inizio a una nuova era di conflitto in Medio Oriente caratterizzata da combattimenti tra Stati arabi invece che tra questi e Israele. La guerra interruppe il commercio transfrontaliero tra Egitto e Libia e le attività di contrabbando dei beduini, un popolo nomade che risiedeva in entrambi i paesi. Migliaia di egiziani residenti in Libia e impiegati nel settore dei servizi, nell'industria petrolifera, nell'agricoltura, nel commercio e nell'istruzione lasciarono successivamente il paese, sconvolgendo l'economia e ostacolando i servizi pubblici libici. Molte mine posate in Libia durante la guerra rimasero lì fino al 2006.
Molti osservatori negli Stati arabi mostrarono preoccupazione per il conflitto, ritenendo che fosse vantaggioso per Israele. Per Gheddafi, la guerra dimostrò che Sadat era serio nel contrastare l'influenza libica in Egitto: rendendosi conto che non poteva sfidare le forze armate egiziane, il leader libico diminuì la sua pressione militare sul paese; arrabbiato per la prestazione della sua aviazione durante il conflitto, Gheddafi licenziò al-Firjani e lo sostituì con un ufficiale che si mise immediatamente a modernizzare la forza A dispetto delle ingenti perdite umane e materiali riportate dalla Libia durante la guerra, l'apparenza che l'esercito libico più piccolo avesse trattenuto un'offensiva egiziana rafforzò il morale dei militari e la posizione politica interna di Gheddafi.
Per Sadat e i suoi comandanti militari, il conflitto rivelò che la Libia aveva accumulato un sostanziale arsenale di materiali che aveva il potenziale di sconvolgere gli equilibri di potere regionali. Nel frattempo, Sadat continuò a portare avanti i negoziati con Israele, con grande disappunto della Libia e di altri paesi arabi. I funzionari israeliani temevano che i libici avrebbero iniziato una seconda guerra per cacciare Sadat, facendo naufragare così le prospettive di pace con l'Egitto. Le relazioni tra Libia ed Egitto peggiorarono ulteriormente dopo che Sadat si recò a Gerusalemme nel novembre 1977, ma alla fine Egitto e Israele firmarono un accordo di pace nel 1978 che restituì la penisola del Sinai al controllo egiziano. L'Egitto spostò prontamente le sue forze al confine occidentale e la Libia rispose ritirando le sue forze per evitare un altro scontro. Gheddafi ammorbidì la sua retorica contro l'Egitto negli anni successivi, ma radunò attivamente altri Stati arabi nell'isolare il paese e deprecare le politiche di Sadat e del suo successore, Hosni Mubarak.